# Quantum of Solace
Quantum of Solace è un film del 2008 diretto da Marc Forster.
Ventiduesimo capitolo della serie di James Bond prodotta dalla EON Productions, vede Daniel Craig nei panni dell'agente segreto britannico 007 per la seconda volta. È il sequel del film Casino Royale (2006), ed è stato distribuito contemporaneamente nelle sale cinematografiche di tutto il mondo il 7 novembre 2008.
La sceneggiatura è firmata dal premio Oscar Paul Haggis, al suo secondo film di James Bond, affiancato da Neal Purvis e Robert Wade, che ritornano per la quarta volta consecutiva come sceneggiatori dei film di 007 e da Joshua Zetumer, al suo esordio nella serie.
Il titolo originario del film è preso in prestito da un racconto del 1960, Un quantum di sicurezza contenuto in Solo per i tuoi occhi, di Ian Fleming, nonostante questo non abbia alcun elemento in comune con la trasposizione cinematografica. Secondo il produttore Michael G. Wilson, l'inizio del film si può situare circa 20 minuti dopo la fine di Casino Royale.
Tra le locations vi sono il Messico, Panama, il Cile, l'Austria e l'Italia (Siena, Talamone, le cave di Carrara, le coste del lago di Garda, la zona marittima di Maratea e la città fantasma di Craco). Benché parte del film sia ambientata in Bolivia, non sono state effettuate riprese in quella nazione.
Il tentativo di Forster è stato quello di coniugare la modernità del film con i motivi classici della serie: un Douglas DC-3 è stato usato per le scene di volo; inoltre, le scenografie di Dennis Gassner ricordano il lavoro di Ken Adam nei primi film della serie. Tuttavia, distaccandosi dalla classica rappresentazione dei cattivi nei film di James Bond, Forster ha rifiutato qualsiasi rappresentazione grottesca di Dominic Greene.
Il film è stato presentato in anteprima mondiale all'Odeon Leicester Square il 29 ottobre 2008, ricevendo commenti vari. Molti di questi hanno sottolineato l'interpretazione realistica di Craig, mentre altri hanno evidenziato come la pellicola non avesse impressionato quanto Casino Royale. Nella serie di James Bond occupa la quinta posizione al box-office, dopo Skyfall, Spectre, No Time to Die e Casino Royale, con un incasso globale di 586 090 727 dollari.

## Trama
James Bond, alla guida della sua Aston Martin, fugge dagli inseguitori che gli danno la caccia per liberare Mr. White, legato nel bagagliaio della macchina.
Dopo essersi liberato di loro giunge a Siena, dove incontra M: i due interrogano Mr. White per ottenere informazioni su Quantum, un'organizzazione criminale di cui l'MI6 non sa praticamente niente. Una delle guardie del corpo di M si rivela però un infiltrato e la aggredisce, consentendo a Mr. White di fuggire. Dopo aver ucciso il traditore, Bond torna a Londra, dove l'intelligence ha individuato parzialmente la rete di cui questi faceva parte, attraverso movimenti di denaro proveniente dal defunto Le Chiffre: tra i vari destinatari di quel denaro, ad Haiti c'è Edmund Slate, un killer ingaggiato per uccidere Camille Montes, amante del facoltoso imprenditore ambientalista Dominic Greene.
Arrivato nello stato caraibico, Bond rintraccia e uccide Slate. Ciò gli consente di seguire Camille e di scoprire che Greene sta aiutando un generale boliviano in esilio, Medrano, a preparare un colpo di Stato, in cambio di un deserto apparentemente improduttivo. Camille in realtà si è legata a Greene solo per arrivare a Medrano, che anni prima ha sterminato la famiglia della ragazza. Lo stesso Greene, scoperto il doppio gioco di Camille, aveva ingaggiato Slate per eliminarla, ed ora offre la ragazza a Medrano come parte dello scambio, ma Bond interviene e la salva.
007 segue poi Greene a Bregenz, in Austria, dove l'imprenditore si reca per assistere ad una rappresentazione della Tosca, rappresentazione che in realtà maschera un meeting della Quantum. Durante il viaggio il capo della sezione sudamericana della CIA stipula con Greene un accordo informale per lasciare agli Stati Uniti le risorse petrolifere della Bolivia, in cambio della non ingerenza nel futuro golpe. Arrivato in Austria, Bond riesce ad infiltrarsi nell'incontro della Quantum causando, durante una sparatoria, la morte di una guardia del corpo del consigliere del primo ministro britannico. Questo suscita le ire di M che decide, per fermare l'insubordinazione di Bond, di bloccargli il passaporto e le carte di credito.
Bond si rivolge allora al vecchio amico René Mathis, al quale chiede di accompagnarlo in Bolivia. Arrivati all'aeroporto di La Paz vengono intercettati dall'Agente Fields, del consolato britannico, che ha il compito di far tornare Bond a Londra il più presto possibile. L'agente viene tuttavia sedotta da Bond e lo accompagna ad una festa organizzata da Dominic Greene. Quando Bond se ne va, viene fermato da agenti della polizia boliviana, che hanno nascosto il cadavere di Mathis nel bagagliaio della sua auto, per farlo apparire come un assassino. Il giorno successivo Bond e Camille sorvolano il deserto acquisito dalla Quantum. Il loro aereo viene però abbattuto e si devono paracadutare in una dolina. Qui scoprono un enorme lago artificiale sotterraneo, creato dall'organizzazione, il cui vero piano è quello di impadronirsi delle riserve di acqua del paese per poterne detenere il monopolio. Tornato a La Paz, Bond incontra M e viene a conoscenza dell'assassinio dell'agente Fields, soffocata nel petrolio. M ordina di arrestare Bond per aver disobbedito agli ordini, ma l'agente segreto riesce ancora una volta a sfuggire.
Più tardi quella sera, Bond incontra Felix Leiter, il quale gli confida che Greene e Medrano si incontreranno in un hotel nel deserto per siglare l'accordo. Qui Greene ottiene da Medrano la concessione di sfruttamento del territorio concordato, reso artificialmente ricco di acqua: la Greene Planet avrà così il monopolio idrico in Bolivia. Proprio nel momento in cui l'accordo viene concluso, Bond e Camille fanno irruzione nell'albergo: 007 affronta Greene e, mentre l'hotel sta crollando tra le fiamme, Camille uccide Medrano, vendicando la propria famiglia. Bond, dopo aver estorto a Greene le informazioni sulla Quantum, lo abbandona in mezzo al deserto.
Nel finale, M concede a Bond di vedersela con l'amante segreto di Vesper Lynd, individuato dall'MI6. Si tratta un membro di Quantum, specializzato nella seduzione di donne. Quando Bond ha finito con lui, M gli comunica che Greene è stato trovato morto nel deserto, ucciso con due colpi di pistola alla nuca. Andandosene, Bond lascia cadere nella neve la collana di Vesper, perché ha scoperto che l'amante ne regalava una uguale ad ogni donna che seduceva.

## Produzione

### Cast
- Daniel Craig nel ruolo di James Bond. A differenza di Casino Royale, Craig dovette affrontare una preparazione fisica molto più dura per Quantum of Solace. Oltre alla corsa e alla boxe, si allenò in molte scene d'azione. Come egli stesso affermò, girare Casinò Royale era stato come fare una "passeggiata al parco".
- Olga Kurylenko nel ruolo di Camille Montes. Agente segreto boliviano in cerca di vendetta nei confronti di Greene e Medrano. Marc Forster scelse la Kurylenko perché tra tutte le 400 candidate sembrava la meno tesa. Quando lesse la sceneggiatura, fu contenta nel constatare l'assenza di scene d'amore con Craig, non voleva infatti che gli spettatori si distraessero dalla sua interpretazione. Si allenò a lungo per impratichirsi con le armi e per provare le scene d'azione. Prima delle riprese le venne data la collezione in DVD dei film di Bond. Secondo le sue dichiarazioni, si ispirò a Wai Lin interpretata da Michelle Yeoh in Agente 007 - Il domani non muore mai la quale girò tutte le scene senza controfigura. Prima di ingaggiarla, i produttori cercavano un'attrice sudamericana per il problema dell'accento. Tuttavia, dopo un rapido corso, la Kurylenko si adattò facilmente alla lingua e non ebbe problemi a parlarla.
- Mathieu Amalric nel ruolo di Dominic Greene, il cattivo principale. Capo dell'organizzazione criminale Quantum, impersona un uomo d'affari impegnato in cause ambientaliste. In realtà il suo scopo è ottenere il monopolio delle forniture d'acqua potabile in Bolivia e raggiungere così un enorme potere economico e politico. Forster non volle che Amalric sembrasse grottesco, come i villain dei primi film della saga , bensì ricercò un'interpretazione più realistica, capace di simboleggiare il male nascosto nella società. Secondo le parole dello stesso attore, l'ispirazione per il personaggio di Greene fu modellata "sul sorriso di Tony Blair e sulla pazzia di Nicolas Sarkozy". Anche l'attore Bruno Ganz fu preso in considerazione per la parte, ma Amalric fu preferito per la sua malignità.
- Gemma Arterton nel ruolo dell'Agente Strawberry Fields, dipendente del consolato britannico in Bolivia. Fields, descritta da M come una normale impiegata, prende molto seriamente l'incarico assegnatole e cerca di farsi valere con Bond. Più tardi però viene da lui sedotta e insieme si recano ad una festa organizzata da Greene. Forster scelse la Arterton per il suo spirito, dopo una selezione tra 1500 aspiranti. Secondo l'attrice, il suo personaggio sarebbe un omaggio alle Bond girl degli anni '60. In particolare, i suoi capelli rossi ricorderebbero quelli di Diana Rigg nel ruolo di Tracy Bond nel film Agente 007 - Al servizio segreto di Sua Maestà. Il nome del personaggio, che compare interamente solo nei titoli di coda, è un riferimento alla canzone dei Beatles Strawberry Fields Forever.
- Giancarlo Giannini nel ruolo di René Mathis. Alleato di Bond, erroneamente creduto un traditore in Casino Royale. Decide di venire in aiuto a Bond per scoprire chi lo aveva tradito.
- Jeffrey Wright nel ruolo di Felix Leiter, alleato di Bond alla CIA. È la prima volta che il medesimo attore impersona Leiter per due volte consecutive. Solo David Hedison aveva precedentemente interpretato il personaggio due volte, ma a distanza di anni, in Agente 007 - Vivi e lascia morire (1973) e in 007 - Vendetta privata (1989). La sceneggiatura originaria assegnava al personaggio ampio ruolo, ridimensionato nel corso delle riprese.
- Judi Dench nel ruolo di M. Forster volle accrescere la presenza di M nella sceneggiatura, una presenza che a suo parere era stata insufficiente nel film precedente. Intese metterne in risalto i rapporti con Bond, dal momento che si tratta dell'unica donna a non essere vista in un contesto sessuale.
- Anatole Taubman nel ruolo di Elvis, il vice di Greene.
- David Harbour nel ruolo di Gregg Beam, capo della sezione sudamericana della CIA.
- Joaquín Cosío nel ruolo del Generale Medrano, il generale esiliato che Greene, per favorire gli affari della sua organizzazione, sta aiutando a ritornare al potere. È un sadico, che ha assassinato la famiglia di Camille quando era una bambina.
- Fernando Guillen Cuervo nel ruolo di Carlos, corrotto capo della polizia boliviana e contatto di Mathis in Bolivia.
- Jesper Christensen nel ruolo di Mr. White, membro di Quantum, che aveva recuperato per l'organizzazione i soldi vinti da Bond al Casino Royale in Montenegro.
- Rory Kinnear nel ruolo di Bill Tanner, braccio destro di M.
- Neil Jackson nel ruolo di Edmund Slate, un sicario al servizio di Dominic Greene, che Bond uccide ad Haiti.
- Simon Kassianides nel ruolo di Yusef Kabira, un membro di Quantum specializzato nel sedurre agenti segreti femminili per estorcere loro informazioni riservate. Bond lo considera responsabile della morte di Vesper Lynd.
- Stana Katic nel ruolo di una agente dei servizi segreti canadesi, ultima conquista di Kabira.
- Glenn Foster nel ruolo di Craig Mitchell, guardia del corpo di M e agente di Quantum infiltrato nell'MI6
- Lucrezia Lante della Rovere nel ruolo di Gemma, la matura compagna di Mathis.
- Elizabeth Arciniega accompagna Mr. White durante la rappresentazione della Tosca a Bregenz.

### Fase di pre-produzione

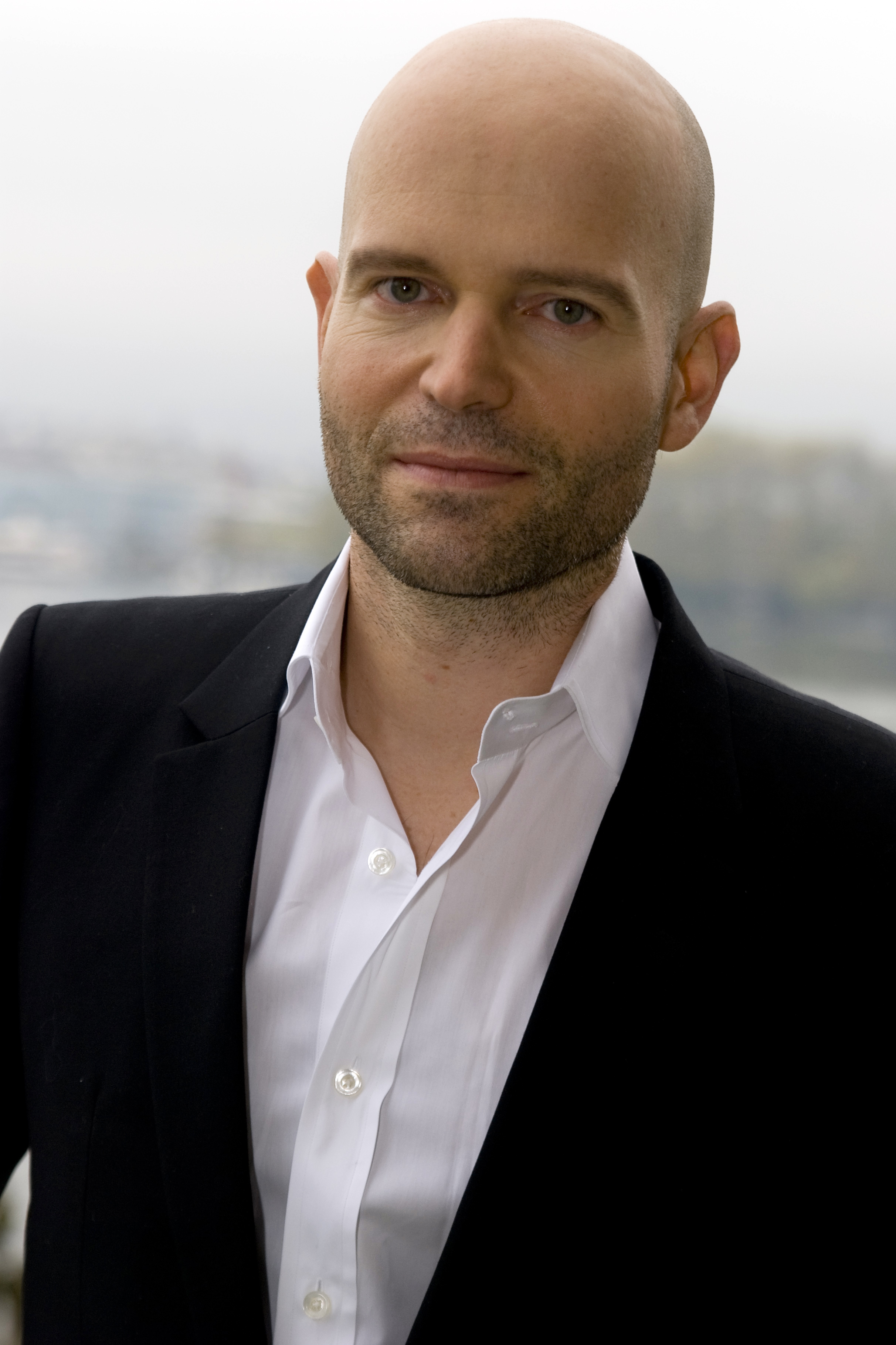
La scelta di affidare la direzione del film a Marc Forster ha destato sorpresa per via del suo registro stilistico, molto lontano dal cinema d'azione e di spionaggio.

Nel luglio 2006, il produttore Michael G. Wilson annunciò di avere messo in fase di studio il ventiduesimo film su James Bond, la cui trama sarebbe stata tratta da un'idea dello stesso produttore. Venne deciso che il film sarebbe stato incentrato sulle conseguenze emotive per James Bond dopo il tradimento di Vesper Lynd, in modo da proseguire le vicende narrate in Casino Royale.
Inizialmente fu contattato per la direzione del film il regista Roger Michell, che già aveva lavorato con Daniel Craig in L'amore fatale e The Mother. Il regista si trovò costretto a rifiutare perché ritenne che l'uscita del film, prevista per il maggio del 2008, fosse troppo ravvicinata rispetto ai tempi di lavorazione del film.
Nel giugno del 2007 fu scelto il regista de Il cacciatore di Aquiloni, Marc Forster, che si disse sorpreso della scelta, vista la differenza della tecnica di regia usata nei film di James Bond rispetto alla sua, focalizzata sul lato emotivo delle scene. Secondo Forster:
Nel settembre 2007 fu assunto, come regista della seconda unità, Dan Bradley, noto per aver diretto le scene d'azione dei film di Jason Bourne.

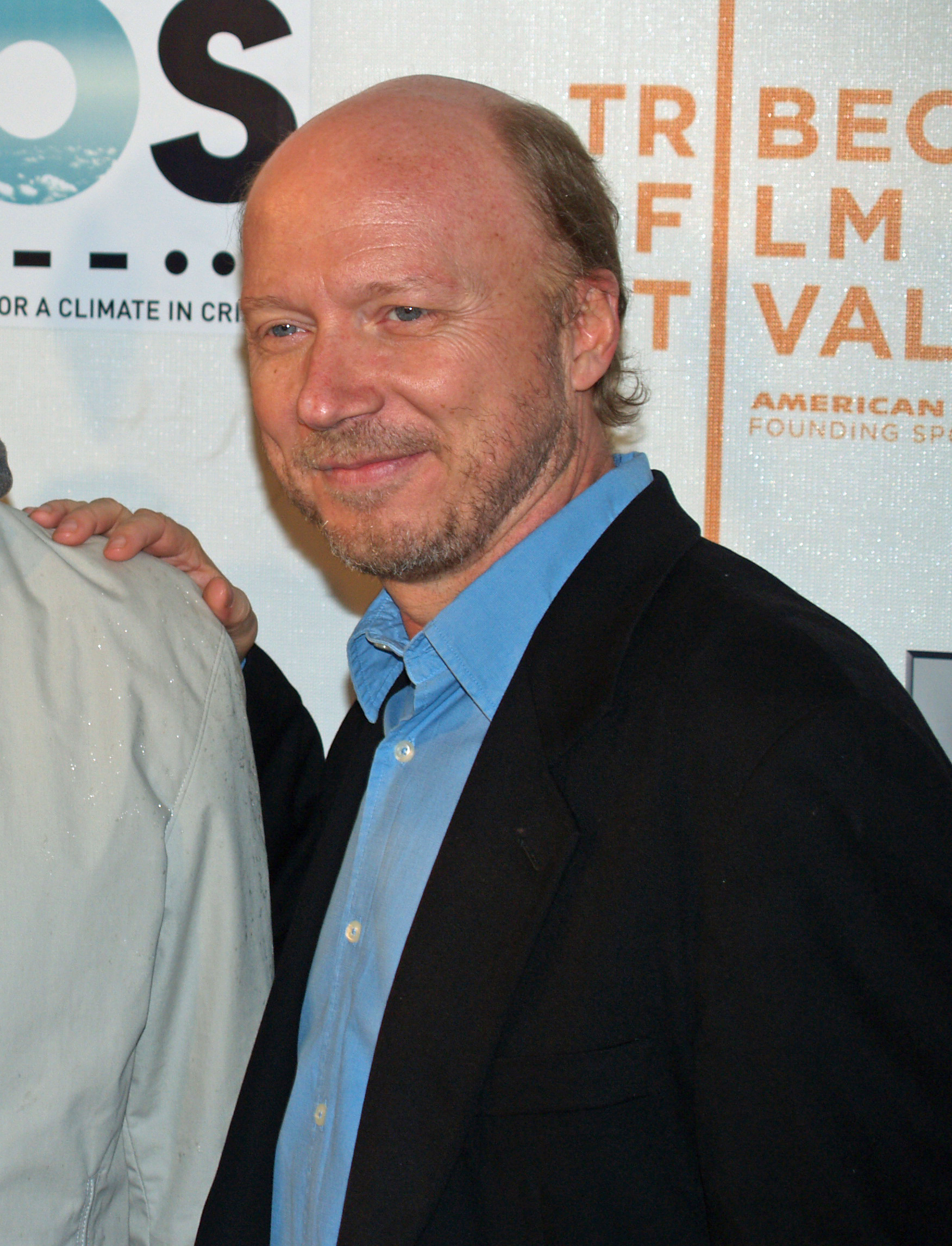
Il Premio Oscar Paul Haggis, autore dello script di Casino Royale, con Quantum of Solace torna a curare la sceneggiatura di un film di James Bond.

La prima sceneggiatura venne ultimata da Neal Purvis e Robert Wade nell'aprile del 2007, con la successiva revisione di Paul Haggis. Anche a Haggis era stato proposto di dirigere il film, ma anch'egli aveva declinato l'incarico perché, spiegò, avrebbe allungato i tempi della stesura del copione. Haggis dichiarò di avere avuto l'ispirazione da alcuni racconti di spionaggio di John le Carré, oltre che dai libri di Ian Fleming. Il regista Forster, il produttore Wilson e lo stesso Daniel Craig parteciparono alla riscrittura della sceneggiatura. Durante le riprese fu chiamato dal regista un altro sceneggiatore, Joshua Zetumer, per rivedere alcune scene di cui Forster era insoddisfatto.
Mesi prima dell'inizio ufficiale delle riprese, erano state girate alcune scene a Siena durante i giorni del Palio, ed alcune ambientazioni a Madrid, in Spagna.
I cinque set utilizzati nei Pinewood Studios di Londra, furono disegnati dallo scenografo Dennis Gassner, rifacendosi allo stile di uno tra i più famosi scenografi dei film di Bond, Ken Adam. Nello "007 Stage" di Pinewood furono ricreati i Bottini di Siena, gli antichi acquedotti sotterranei scavati nella roccia, e l'hotel boliviano in cui alloggiano Bond e l'agente Fields.
Pochi giorni prima l'inizio delle riprese, i produttori annunciarono il titolo del film, che fino a quel momento era stato chiamato con la sigla Bond 22.

### Fase di lavorazione

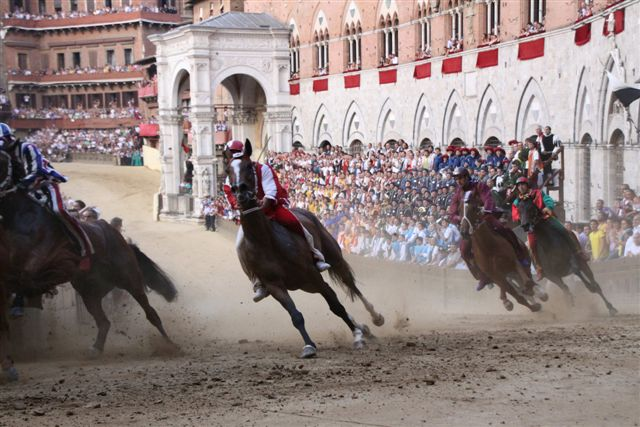
Alcune scene d'azione del film hanno luogo a Siena, dove Bond insegue un collega traditore durante lo svolgimento del Palio.

Le riprese ufficiali iniziarono nel gennaio 2008 negli studi cinematografici di Pinewood, per proseguire poi a Panama per tutto il mese di febbraio. Da marzo la troupe si spostò in Cile dove vennero girate alcune scene nel deserto di Atacama, ad Antofagasta, location scelta dal regista per rappresentare la solitudine di Bond. Alcune riprese furono effettuate presso l'osservatorio del Paranal.
In aprile le riprese continuarono a Siena., dove furono girate alcune scene di inseguimento sui tetti. In questa occasione furono utilizzate per la prima volta quattro cable cam.
Nella seconda parte di aprile furono girate alcune scene del film sul lago di Garda. Queste scene furono funestate da incidenti occorsi agli stuntmen.

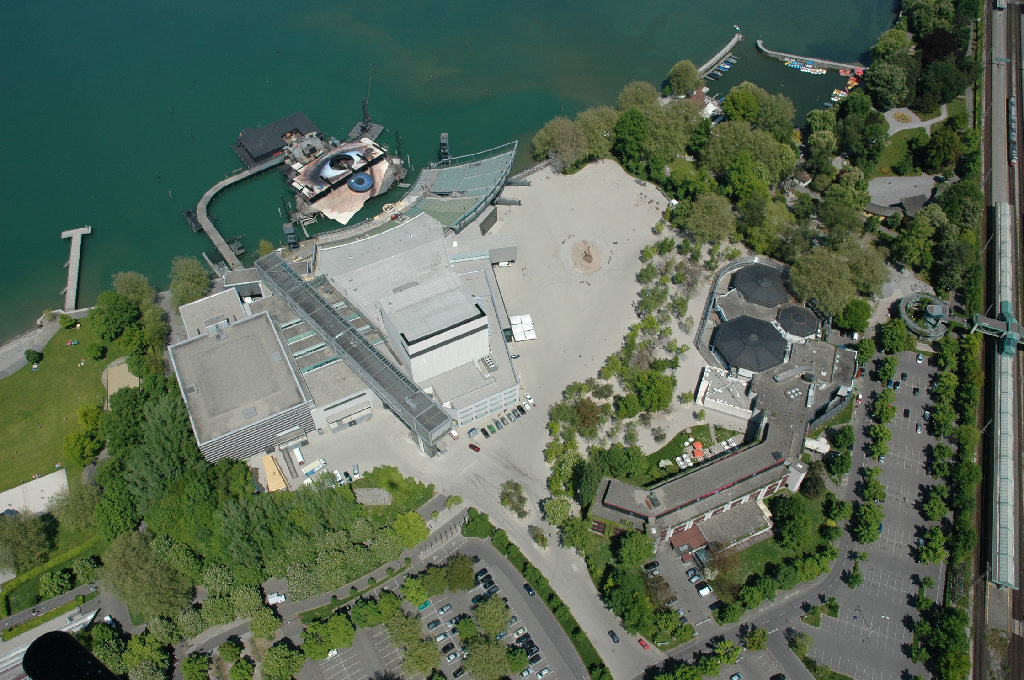
Il teatro all'aperto di Bregenz, in Austria dove, durante una rappresentazione della Tosca, 007 individua i membri del Quantum.

A fine aprile la troupe si spostò in Austria, a Bregenz, per riprendere alcune scene della Tosca di Giacomo Puccini. Dal 25 aprile furono girate alcune sequenze a Talamone, nonché altre di azione presso le cave di Carrara.

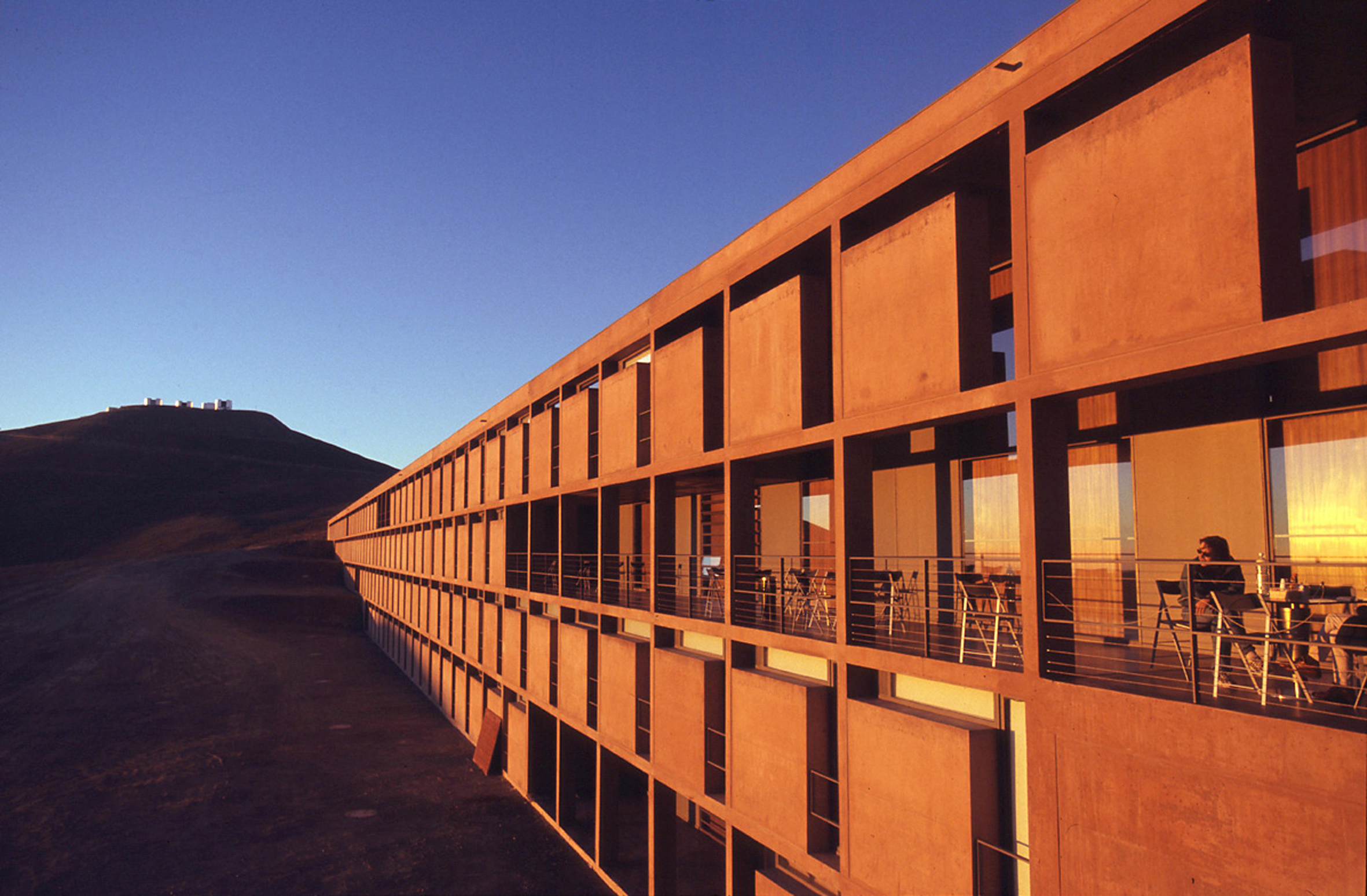
L'ESO Hotel all'osservatorio del Paranal, nel deserto di Atacama, fa da sfondo alla resa dei conti tra Bond, Camille e Greene.

A Siena, nel maggio 2008 furono girate le riprese che vedono Bond uscire dai bottini della città direttamente in piazza del Campo durante il Palio. Per ricreare i momenti del Palio parteciparono oltre 1000 comparse.
Le riprese del film si conclusero a metà giugno ai Pinewood studios.

## Colonna sonora
David Arnold, che aveva già composto le musiche di Casino Royale, venne confermato alla produzione della colonna sonora di Quantum of Solace. Come lui stesso dichiarò, Forster riteneva fondamentale lavorare in stretto contatto con il compositore per ricreare le giuste atmosfere. Tuttavia, l'approccio sperimentato nel film fu molto diverso rispetto ai precedenti: Arnold compose le musiche basandosi su impressioni ricevute nel corso della lettura della sceneggiatura; musiche che furono poi inserite da Forster nel film. Come era accaduto in Casino Royale, venne usato il meno possibile il tema classico dei film di James Bond.
Jack White e Alicia Keys collaborarono in Another Way to Die, brano che accompagna i titoli di testa. Si tratta del primo duetto musicale nei film di James Bond. Il brano venne registrato a Nashville in Tennessee e vede White alla batteria, Keys al pianoforte e la collaborazione della sezione di fiati Memphis Horns.
Il 7 febbraio 2008, la cantante inglese Amy Winehouse era stata ingaggiata dalla EON per la tradizionale canzone di apertura del film. Poiché la cantante aveva avuto precedenti di alcolismo e tossicodipendenza, le era stato imposto di astenersi dall'utilizzo di tali sostanze, pena l'annullamento del contratto. Nel marzo 2008 Mark Ronson dichiarò ufficialmente la rottura del contratto a causa dell'impossibilità di lavorare con la star, che aveva continuato ripetutamente a fare uso di sostanze stupefacenti.

## Distribuzione

### Edizioni home video
Il film è uscito in DVD e Blu Ray in Italia il 26 marzo 2009, negli USA e nel Regno Unito è stato possibile acquistarlo già alcuni giorni prima. L'edizione è composta da due dischi contenenti il film e alcuni documentari sulla realizzazione.

## Incassi
Nelle prime due settimane dall'uscita nelle sale, Quantum of Solace ha incassato nel mondo 321 000 000 di dollari, stabilendo un record per la saga negli Stati Uniti, dove ha guadagnato oltre 70 000 000 di dollari soltanto nella prima settimana.
Globalmente la pellicola ha incassato in totale 586 090 727 dollari, 13 000 000 in meno rispetto a Casino Royale. In Italia la pellicola ha guadagnato totalmente 7 085 181 euro, circa 100 000 in meno rispetto al precedente capitolo.
Il budget del film è stato di 170 milioni di dollari.

## Riconoscimenti
- Satellite Awards 2008
  - miglior canzone (Another Way to Die, di Alicia Keys e Jack White)
- Las Vegas Film Critics Society Awards 2008
  - miglior canzone (Another Way to Die di Alicia Keys e Jack White)

## Citazioni della saga
- La scena nella quale Bond trova l'agente Fields morta sul letto della sua camera d'albergo, coperta di petrolio, è un esplicito richiamo alla famosa scena della morte di Jill Masterson, ricoperta d'oro, in Agente 007 - Missione Goldfinger (1964).[9] L'idea fu del regista, che voleva esemplificare come il petrolio avesse sostituito l'oro come bene più prezioso.[10]
- Nella scena del rientro dal deserto di 007 e Camille dopo il ritrovamento del fiume sotterraneo, si possono ritrovare similitudini con la sequenza de La spia che mi amava (1977) in cui Bond e Anya Amasova rientrano a piedi da Luxor dopo essersi battuti con Squalo.[senza fonte]
- Quantum of Solace è il primo film della serie in cui la famosa sequenza gunbarrel è posta, invece che all'inizio, prima dei titoli di coda; è anche la prima in cui Bond, dopo aver sparato, prosegue a camminare.

## Altri media
Nel maggio 2006 la Activision acquisì i diritti, validi fino al 2014, per sviluppare e vendere videogiochi basati sulla serie di James Bond. Il primo videogioco è stato Quantum of Solace, pubblicato per PlayStation 3, PlayStation 2, Xbox 360, Nintendo Wii, Nintendo DS e Microsoft Windows il 31 ottobre 2008 e basato sui film Casino Royale e Quantum of Solace.

## Sequel
Il 23º film della serie di James Bond sarebbe dovuto uscire a fine 2011 e la pre-produzione sarebbe dovuta partire a gennaio 2010.
Michael G. Wilson, produttore della serie, parlò del seguito di Quantum of Solace a IGN, rivelando che l'idea era che il film uscisse nel 2011.
Wilson accennò anche a chi avrebbe potuto tornare nel film, che avrebbe dovuto essere un sequel del precedente. Wilson disse che Jeffrey Wright sarebbe potuto tornare nei panni di Felix Leiter, così come Judi Dench nel ruolo di M. La sfida doveva essere "rispettare la continuità della serie", una vera novità per un franchise che fino a qualche anno prima realizzava capitoli slegati l'uno dall'altro:
Riguardo a Quantum cercavamo di capire come potesse funzionare una attuale organizzazione criminale e abbiamo pensato che qualcuno che sembra usare metodi illegali per monopolizzare le risorse del pianeta e manipolare i governi sarebbe stato un degno rivale. [...] Forse troveremo un'altra figura di Quantum che sfiderà Bond nel prossimo film. [...] SPECTRE era un po' datata, Quantum è molto più sofisticata. Non è una organizzazione mafiosa, non cercano le cose che i villain cercano tradizionalmente: sono molto più sofisticati e lavorano a un livello superiore.»
Nell'agosto 2010 la Metro-Goldwyn-Mayer sospese a tempo indeterminato la produzione del nuovo film a causa della grave crisi finanziaria in cui versava. Tale crisi però fu risolta alcuni mesi dopo e nel gennaio 2011 la EON annunciò la ripresa della lavorazione del 23º film di James Bond per il novembre del 2011. L'uscita nelle sale fu prevista per il 9 novembre 2012, con il titolo Skyfall. Daniel Craig fu confermato nei panni del protagonista.